# Маріо Саралегі
Маріо Саралегі (ісп. Mario Saralegui, нар. 24 квітня 1959, Артигас) — уругвайський футболіст, що грав на позиції півзахисника. По завершенні ігрової кар'єри — тренер.
Виступав, зокрема, за «Пеньяроль» та «Рівер Плейт», а також національну збірну Уругваю. У складі збірної — володар Кубка Америки та учасник чемпіонату світу 1986 року.

## Клубна кар'єра
Саралег народився 24 квітня 1959 року в місті Артигас в багатодітній сім'ї, у його батьків було п'ять дітей.
У дорослому футболі дебютував 1977 року виступами за команду «Пеньяроль», в якій провів вісім з половиною сезонів і за цей час чотири рази вигравав чемпіонат Уругваю, а в 1982 році його команда здобула Кубок Лібертадорес та Міжконтинентальний кубок, ставши фактично найкращим клубом світу.
У сезоні 1985/86 виступав за іспанський «Ельче» в Сегунді, взявши участь у 24 іграх чемпіонату, але команда посіла 4 місце і не змогла підвищитись у класі.
У 1986 році перейшов до аргентинського «Рівер Плейт» і того ж року вперше у своїй історії виграла Кубок Лібертадорес та Міжконтинентальний кубок, а для самого уругвайця це був уже другий такий випадок у кар'єрі. У ході переможної кампанії Саралегі взяв участь у п'яти матчах, із них чотири рази виходив на заміну, втім у фінальних іграх проти «Америки Калі» участі не брав.
У сезоні 1987/88 Саралегі виступав за інший аргентинський клуб «Естудьянтес» (Ла-Плата), після чого повернувся до рідного «Пеньяролю», де грав до 1990 року. Надалі виступав в Еквадорі за «Барселона» (Гуаякіль), якій у 1990 році допоміг команді вперше в історії еквадорського футболу дійти до фіналу Кубка Лібертадорес, де «Барселона» поступилася парагвайській «Олімпії» (0:2, 1:1, Маріо зіграв в обох матчах), а в 1991 році став з клубом чемпіоном країни.
1992 року Саралегі втретє і востаннє повернувся до «Пеньяролю» як гравець, і наступного року завоював свій п'ятий титул чемпіона Уругваю. Завершив ігрову кар'єру у команді «Рампла Хуніорс» у 1994 році.

## Виступи за збірні
1977 року залучався до складу молодіжної збірної Уругваю, з якою того року виграв молодіжний чемпіонат Південної Америки, зігравши у 7 іграх. Це дало команді путівку на перший в історії молодіжний чемпіонат світу, що відбувся того ж року в Тунісі. Там уругвайці посіли четверте місце, а Маріо Саралегі дебютував на молодіжному мундіалі лише у півфіналі у грі проти збірної СРСР 0:0, у якій радянські футболісти були сильнішими у серії пенальті (3:4). Також Саралегі зіграв у грі за третє місце із Бразилією (0:4).
31 травня 1979 року дебютував в офіційних іграх у складі національної збірної Уругваю у товариському матчі проти Бразилії (1:5) і того ж року взяв участь з командою у розіграші Кубка Америки 1979 року у різних країнах, де Уругвай вибув на груповому етапі, Саралегі провів лише дві гри проти Еквадору.
На наступному Кубку Америки 1983 року уругвайці виступили краше, здобувши того року титул континентального чемпіона, а Саралегі зіграв у двох матчах групового етапу проти Чилі та Венесуели та у двох півфінальних матчах проти Перу. При цьому у другій півфінальній грі Саралегі вийшов на заміну на 75 хвилині, але вже через 10 хвилин отримав червону картку (разом з перуанцем Хайме Дуарте, через що у фінальних іграх проти Бразилії участі не брав.
Згодом у складі збірної був учасником чемпіонату світу 1986 року у Мексиці, де Уругвай дійшов до 1/8 фіналу, а Маріо зіграв у трьох іграх групового етапу, при цьому третя гра групового етапу чемпіонату світу проти збірної Шотландії (0:0), яка пройшла 13 червня 1986 року, стала останньою для Саралегі у футболці збірної. Загалом протягом кар'єри у національній команді, яка тривала 8 років, провів у її формі 29 матчів, забивши 2 голи.

## Кар'єра тренера
1996 року Саралегі розпочав тренерську кар'єру. Його першою командою стала збірна його рідного департаменту Артигас, а наступного року тренував невелику місцеву команду «Фронтера Рівера».
З 2000 року Саралегі тренував юнаків у своєму рідному «Пеньяролі», який покинув 2002 року аби очолити «Вондерерз Артігас», а потім і знову збірну Артигаса, але 2005 року повернувся до «Пеньяроля», де спочатку працював координатором молодіжної команди, потім головним тренером резервної команди і нарешті, у квітні-червні 2006 року недовго був головним тренером першої команди.
Того ж року він недовго був тренером команди «Уругвай Монтевідео», а у жовтні 2007 року став головним тренером «Прогресо», очолюючи команду з Монтевідео до березня наступного року.
З березня 2008 року Саралегі знову очолював тренерський штаб клубу «Пеньяроль», з яким він виграв титул Клаусури 2008 року, але пішов у відставку в січні 2009 року після поразки у дербі з «Насьйоналем».
У середині грудня 2009 року він був представлений як новий тренер клубу «Сентраль Еспаньйол», але вигравши лише одну гру з шести був звільнений вже у березні наступного року. Надалі Саралегі відправився до Еквадору, де працював з командами «Депортіво Ель Насьйональ» та «Текніко Універсітаріо».
У квітні 2003 року Саралегі став головним тренером уругвайського «Хувентуда» (Лас-П'єдрас). 3 листопада 2013 року він пішов у відставку після поразки від «Фенікса». На той момент «Хувентуд» перебував на передостанньому місці в таблиці з сімома очками, набраними після дев'яти турів.
З липня по жовтень 2014 року Саралегі недовго тренував еквадорське «Ольмедо», після чого 16 жовтня того ж року він обійняв вакантну посаду головного тренера одного з аутсайдерів уругвайської Прімери клубу «Такуарембо», пропрацювавши там до кінця року і не здобувши за цей час жодної перемоги. 
26 травня 2015 року стало відомо, що Маріо очолить еквадорське «Депортіво Кіто», але вже наступного дня угода була розірвана через незгоду деяких представників всередині клубу, які попросили скасувати призначення. 
23 лютого 2016 року Саралегі був призначений головним тренером «Ліверпуля» (Монтевідео), де провів понад рік, залишивши команду лише у березні наступного року.
З липня 2018 по січень 2019 року очолював еквадорський «ЛДУ Портов'єхо».
У вересні 2020 року Саралегі втретє став головним тренером «Пеньяроля», очолюючи команду до кінця року.

## Титули і досягнення
- Чемпіон Уругваю (5):

«Пеньяроль»: 1978, 1979, 1981, 1982, 1993
- Чемпіон Еквадору (1):

«Барселона» (Гуаякіль): 1991
- Володар Кубка Лібертадорес (2):

«Пеньяроль»: 1982
«Рівер Плейт»: 1986
- Володар Міжконтинентального кубка (2):

«Пеньяроль»: 1982
«Рівер Плейт»: 1986
- Чемпіон Південної Америки (U-20): 1977
- Володар Кубка Америки (1):

Уругвай: 1983